# 高札

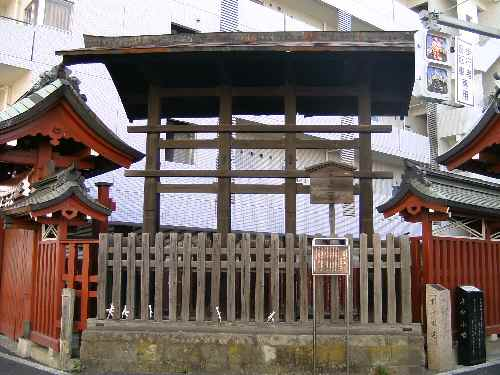
現存している府中宿 (甲州街道)の高札場（東京都府中市）

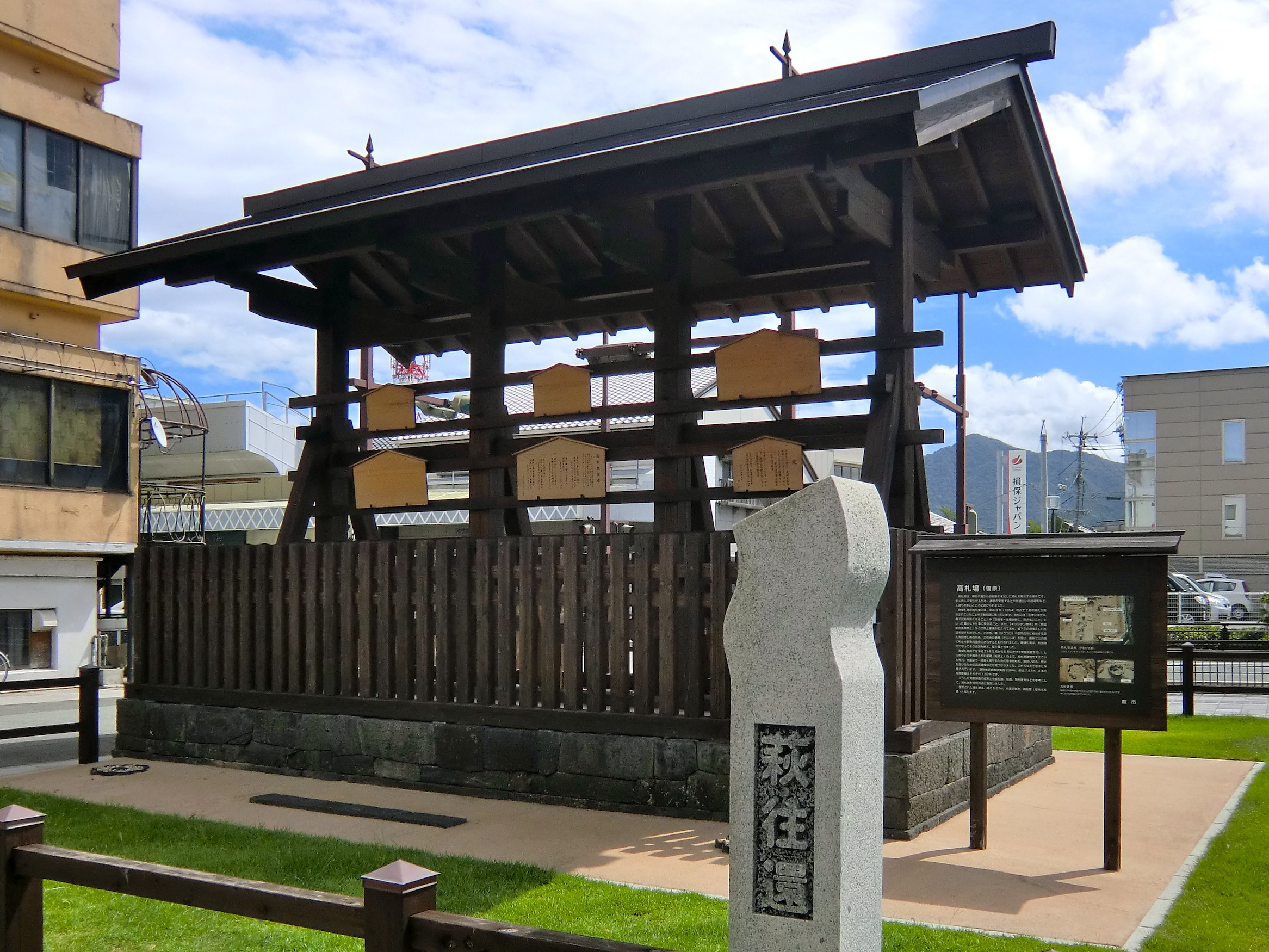
復元された唐樋札場跡（山口県萩市の萩往還）

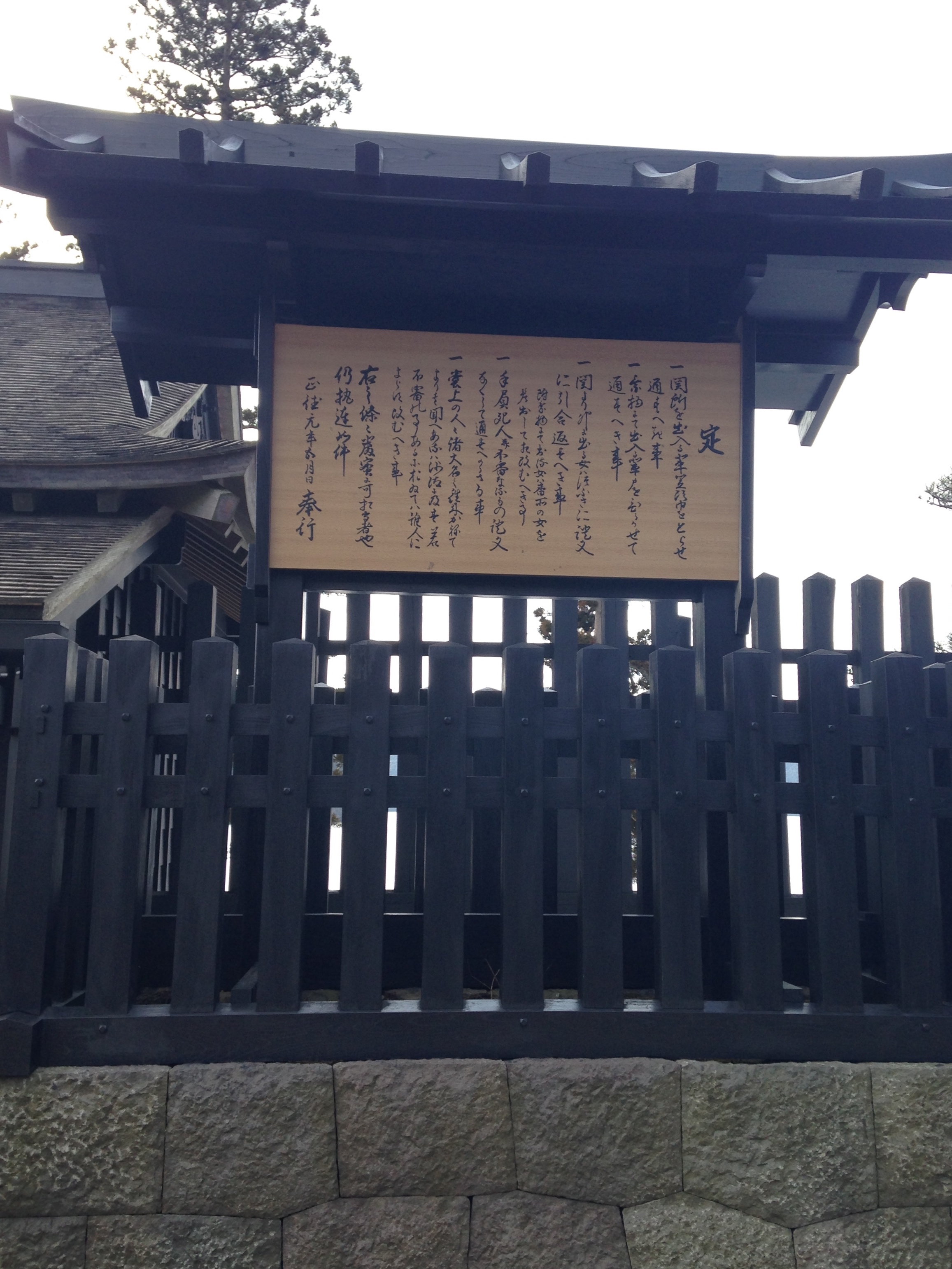
復元された高札場(神奈川県箱根関所)

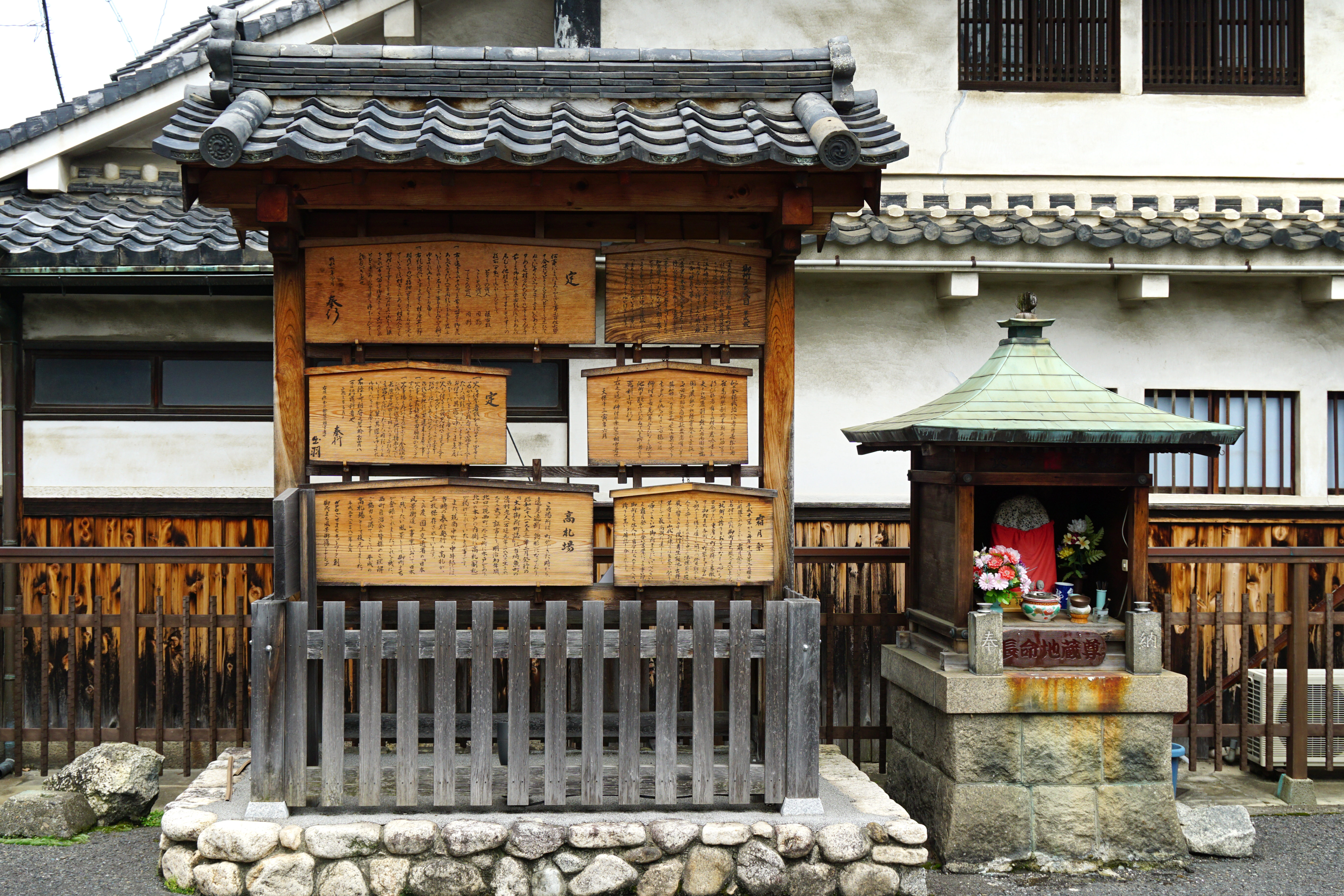
御所町の高札場。国の「日本風景街道」事業で復元。

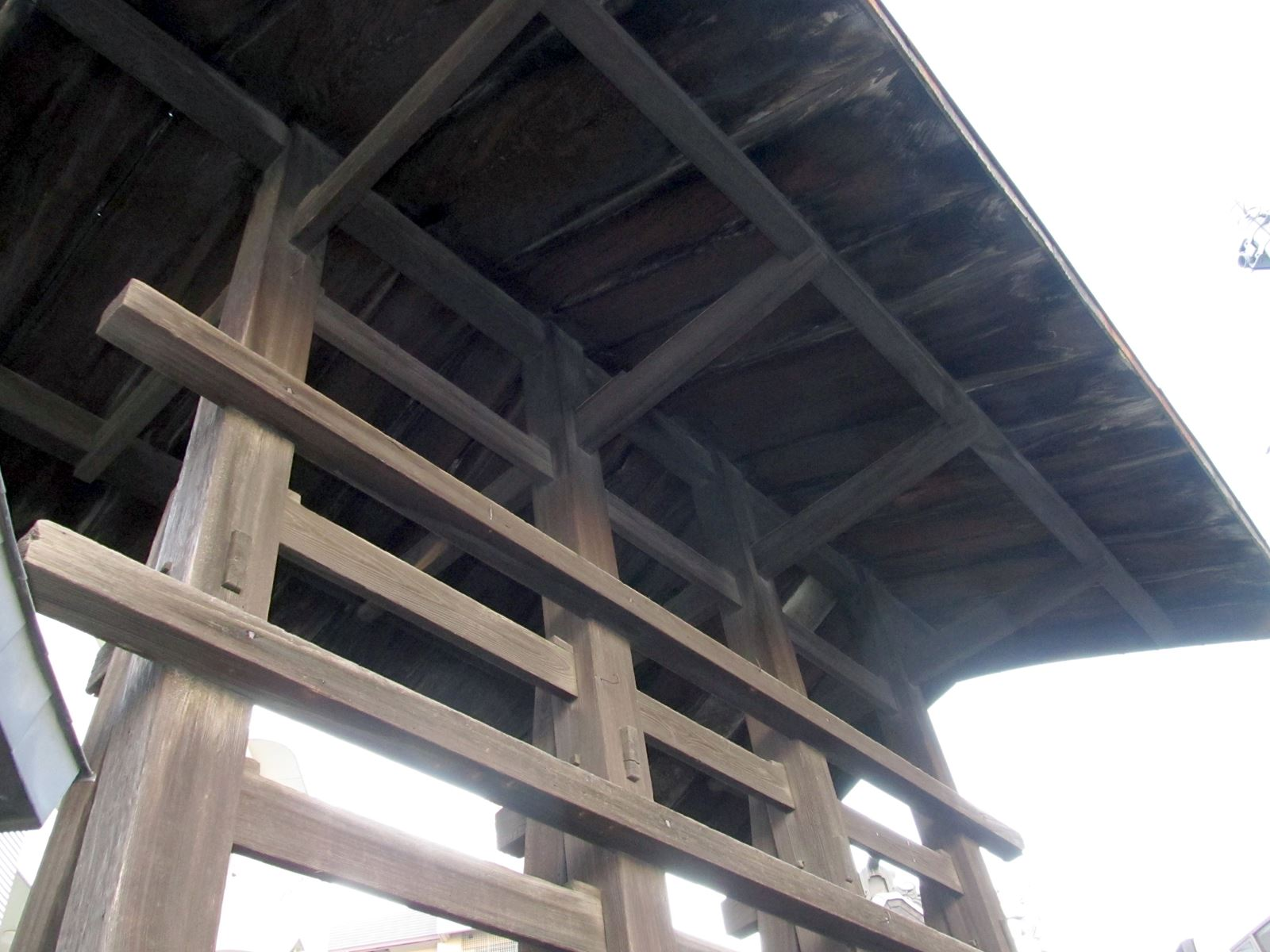
実物のクローズアップ

高札（こうさつ・たかふだ）とは、古代から明治初期にかけて行われた法令（一般法、基本法）を板面に記して往来などに掲示して民衆に周知させる方法である。なお、特定の相手や事柄を対象として制定された法令（特別法）を記した同様の掲示を制札（せいさつ）と呼ぶが、その実際の運用上は厳密に区別されていたとは言い難いので、高札には制札も含む。
木製の板札に墨書きで表題・本文・年月日・発行主体が書かれ、往来が盛んで人々の目をひきやすい場所、たとえば市街中心の辻、出入口、橋の袂、関所などに高く掲げられた。

## 歴史
その起源は確かでないものの、延暦元年（782年）の太政官符に官符の内容を官庁や往来に掲示して民衆に告知するように命じた指示が出されている。
以後、鎌倉・室町時代の武家政権でも使われ、江戸幕府も活用することになった。

## 江戸時代の高札
これを最も良く用いて全国的な制度として確立したのは江戸幕府及び諸藩であった。
広く全国の民衆に基本的な法令を知らせたものと、特定の地に特定の目的で立てられるものとに分けられる。また幕府による高札（公儀高札）のほかに、各地の大名が独自に掲示するもの（自分高札）がある。
江戸時代の法は、幕府内部の手続法的なもの、各藩の大名に適用されるもの、町民に適用されるものなど、さまざまなものがあったが、高札に掲示されたのはそれのほんの一部にすぎない。特に重要度の高い触は木製の立て札である高札（制札）で掲示された。
高札制度の基本的な目的としては、
1. 基本的な道徳・倫理を民衆に示し、民衆を教諭する。
2. 新しい法令を民衆に公示する。
3. 民衆に法の趣旨の周知徹底を図る。
4. 基本法である事を明示する。
5. 民衆の遵法精神の涵養を図る。
6. 民衆からの通報の奨励。盗賊・悪党を通報すれば報奨金も支払われた。
7. 幕府や大名の存在感の誇示。

1649年（慶安2年）の慶安御触書は第3代将軍徳川家光によるもので、その内容は農民の日常生活、倫理規範を詳細に規定したもので、かなり教諭的な性格のものである。
1661年（寛文元年）には5枚の札（撰銭、切支丹、火事場、駄賃、雑事）が掲げられた。
1711年（正徳元年）の正徳の高札は特に有名で、5枚の札（親子兄弟札、毒薬札、駄賃札、切支丹札、火付札）から成り、忠孝など封建倫理の教諭、火事（火付け）や強訴徒党などに対する取り締まりを示したもので、倫理的な内容と法的な内容のどちらも含まれていたもので、6代将軍家宣が1682年（天和2年）の高札を修正増補して整備したもので、全国の高札場に幕末まで、つまり150年ほども掲示された。正徳の高札の「親子兄弟札」というのは九箇条からなるもので、その第一条に「親子兄弟夫婦をはじめ親類にいたるまで親しくすべし」とあるためこう呼ばれるようになった。
親子兄弟札9条は次のようなものだった。

定

一、親子兄弟夫婦を始め諸親類にしたしく、下人等にいたるまで是をあわれむへし、主人ある輩はおのおの其奉公に精を出すへき事

一、家業を専にし、怠る事なく、万事其分限に過へからさる事

一、偽をなし又は無理をいひ、惣ゆる人の害になるへき事をすへからさる事

一、博徒之類一切に禁制之事

一、喧嘩口論つつしミ、若其事ある時猥に出合へからす、手負いたる者隠し置へからさる事

一、鉄炮猥に打へからす、若違犯の者あらハ申出へし、隠置他所よりあらわるに於ゐては、其罪重かるへき事

一、死罪に行うるる者有時、馳集まるへからさる事

一、盗賊・悪党の類あらハ申出へし、急度御褒美くたさるへき事

一、人身売買かたく停止す、但し男女の下人、或は永年季。或は譜代に召置事ハ相対まかすへき事

附　譜代の下人又は其所に往来輩他所に罷越、妻子をも持、ありつき候もの呼返すへからす、但罪科有ものハ制外の事、右條ゝ可相守之、若於相背き可被行罪科もの　也

奉行

改訂頻度
江戸時代初期は老中の交替や年号変更のたびに掲示内容が改訂されたが、5代将軍綱吉は将軍代替り後の最初の改元の際のみ書き替えるという一代一回の制とし、それに従い6代家宣は正徳の高札を掲示したが、次の7代将軍家継は書き換える機会も無いまま早世してしまいさっそく一代一回が崩れ、8代将軍吉宗は改訂したが、9代将軍家重は改訂せず、以降の将軍はそれに倣い、駄賃札が物価上昇を反映し改訂されただけで他の４枚は幕末（15代将軍慶喜の代）までそのまま使われたので、正徳の高札が特に有名になった。ただしこの改訂頻度は主要な札に関する改訂の話であり、正徳年間以降も新たな札は数多く掲示された。

### 高札場（制札場）
幕府は人々の往来の盛んな地点や関所や港、大きな橋の袂、更には町や村の入り口や中心部などの目立つ場所に高札場（制札場）と呼ばれる設置場所を設けて、諸藩に対してもこれに倣うように厳しく命じた。これに従って諸藩でも同様の措置を取ると同時に自藩の法令を併せて掲示して自藩の法令の公示に用いた。
全国の代表的な高札場としては江戸日本橋、京都三条大橋、大坂高麗橋、金沢橋場町、仙台芭蕉辻などが挙げられる。
江戸の六大高札場は日本橋南詰、常盤橋外、浅草橋内、筋違橋内、高輪大木戸、半蔵門外とされ、そのほか江戸には35箇所の高札場があった。
なお高札場は宿場にも多く設置されたが、各宿村間の里程測定の拠点ともされたため、領主の許可なく移転することはできなかった。
また高札の文字が不明になったときでも許可なくしては墨入れもできなかった（高札場には屋根が設けられていたものの、札は風雨や日光に晒されがちで木製の板に墨で書かれた札は読みにくくなった）。その代わり幕府や諸藩では「高札番」という役職を設けて常時、高札場の整備・管理・修繕・新設にあたらせた。

### 出版や書き取りへの利用
幕府は「万民に周知の事」とし、内容が人々に周知徹底されるよう努めていたので、高札に書かれた内容を出版することも町人に許可し、惣年寄にその配布まで世話させた。幕府は法律について勝手に論ずる出版は禁じていたが、高札の内容をそのまま出版することは周知の目的に叶うとして奨励したのだった。
高札は達筆な人が清書したので、庶民からは文字の手本のようにも扱われた。
その文章は、一般の法令では使われない、平易な仮名交じり文や仮名文が用いられたので子供でも理解でき、子供が書き写せば自然と憶え生涯忘れず「万民に周知」という幕府の目指すことが実現するので、寺子屋で書き取りの教科書としても推奨された。

## 明治期の廃止
明治維新ととともに新政府による五榜の掲示が高札によって行われたが、その後、1873年（明治6年）の太政官布告第68号により高札制度そのものが廃止された。高札制度廃止の理由として、法令制度の近代化に伴い高札による掲示が適当ではなくなったことと高札場の維持費用が高額であったことが挙げられている。高札制度廃止以降、法令の公布は裁判所や県庁の門前での文書掲示によって行われるようになり、1883年（明治16年）に官報が創刊される。